# Хара (деревня)
Ха́ра (эст. Hara), на местном наречии также А́ра (эст. Ara), ранее Га́рра — деревня в волости Куусалу уезда Харьюмаа, Эстония.

## География и описание
Расположена в 44 километрах к востоку от Таллина, на полуострове Юминда, на южном берегу залива Хара-Лахт, возле шоссе Локса—Пудисоо. В этом месте также расположен покрытый красивым лесом остров Хара (0,11 км2), отделённый от материка узким, но глубоким проливом Хара.
Расстояние от деревни до волостного центра — посёлка Куусалу — 17,5 километра. Высота над уровнем моря — 31 метр.
К югу от деревни среди лесов находится озеро Лохья с песчаными берегами (размер водного зеркала 56,8 гектара, наибольшая глубина 3,7 метра).
Климат — умеренный. Официальный язык — эстонский. Почтовый индекс — 74614.

## Население
По данным переписи населения 2021 года, в деревне проживали 82 человека, из них 77 (95,1 %) — эстонцы.
По данным переписи населения 2011 года в деревне насчитывалось 87 жителей, из них 82 человека (94,3 %) — эстонцы. Демографический состав: 40 женщин и 47 мужчин, в том числе 9 детей до 14 лет и 24 пенсионера (возраст 65 лет и старше).
Численность населения деревни Хара по данным переписей населения:
| Год  | 1959 | 1970  | 1979  | 1989 | 2000 | 2011 | 2021 |
| ---- | ---- | ----- | ----- | ---- | ---- | ---- | ---- |
| Чел. | 171  | ↘ 155 | ↘ 111 | ↘ 90 | ↗ 92 | ↘ 87 | ↘ 82 |

## История
В 1630—1631 годах на этих землях жила всего одна семья (Harra). Деревня Harra впервые упоминается в поземельной книге в 1637 году, в письменных источниках 1699 года упоминается Haraholme, 1798 года — Hara (остров и деревня).
Деревня получила своё название от острова Хара. Со второй половины XVII столетия на берегу деревни находился порт для кораблестроения; корабли также строили на острове Хара. В порту Хара была построена знаменитая эстонская баркентина «Tormilind».
В 1938 году в деревне насчитывалось 61 домохозяйство.
В советское время деревня находилась во владении Балтийского флота. В порту располагалась база размагничивания подводных лодок, одна из трёх подобных баз в мире. Её подводные сооружения и система кабелей охватывали весь залив Хара и от пика полуострова Юминда простирались на 18 километров до начала нейтральных вод. Между деревнями Хара и Вирве находился советский пограничный кордон.
Весной 1949 года на территории полуострова Юминда был создан рыболовецкий колхоз «Октообер» (эст. Oktoober — Октябрь), включавший в себя также половину деревни Хара.

## Предпринимательство
В деревне Хара зарегистрированы несколько микро-предприятий (число работников менее 10), среди них: Velwin OÜ (вид деятельности: установка окон, дверей и лестниц;, 5 работников по состоянию на 31.12.2019), Hara Seilamise Selts (спортклуб, число работников по состоянию на 31.12.2019 — 3), Edur Grupp OÜ (производство прочих отделочных и завершающих работ), Iustum OÜ (прочая деятельность в области права), Hara Sadam OÜ (образование в области спорта и досуга).
В 2014 году в деревне Хара, на хуторе Кярга, был создан эко-семейный ресторан, который предлагает приготовленные в лесу на открытом воздухе блюда по возможности из продуктов местного производства, а также знакомит с «жизнью на деревне». Эта инициатива возникла в Финляндии для поощрения приготовления пищи и проведения досуга компаниями людей на дачах, во дворах, на улицах или в парках.

## Достопримечательности
На территории деревни находится третий по величине в Эстонии ледниковый валун Маякиви (природоохранный объект). Состав: мигматит-гранит; обхват около 30 метров, высота 7 метров, наземный объём — 584 м³.

## Галерея

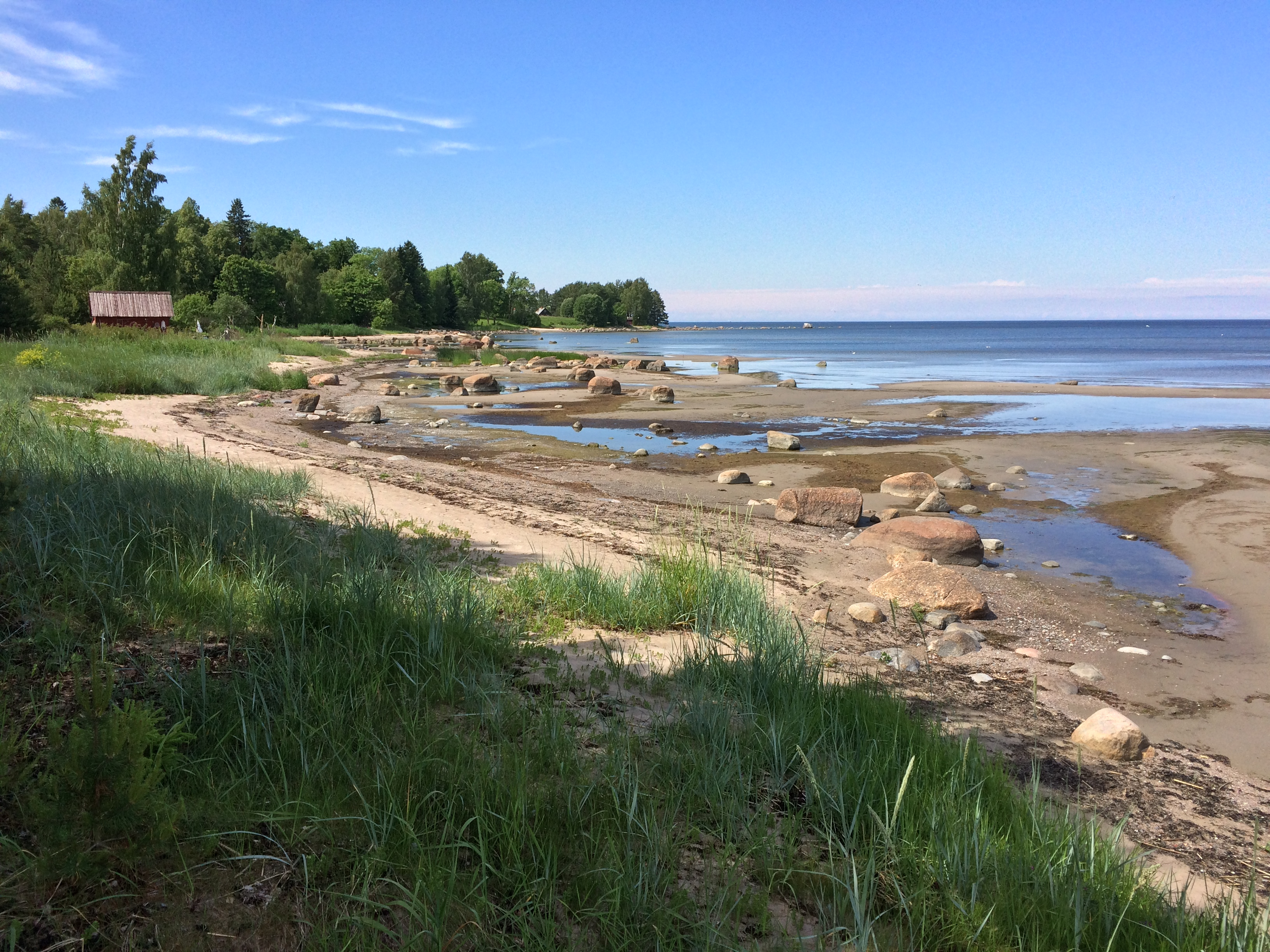
Побережье в деревне Хара
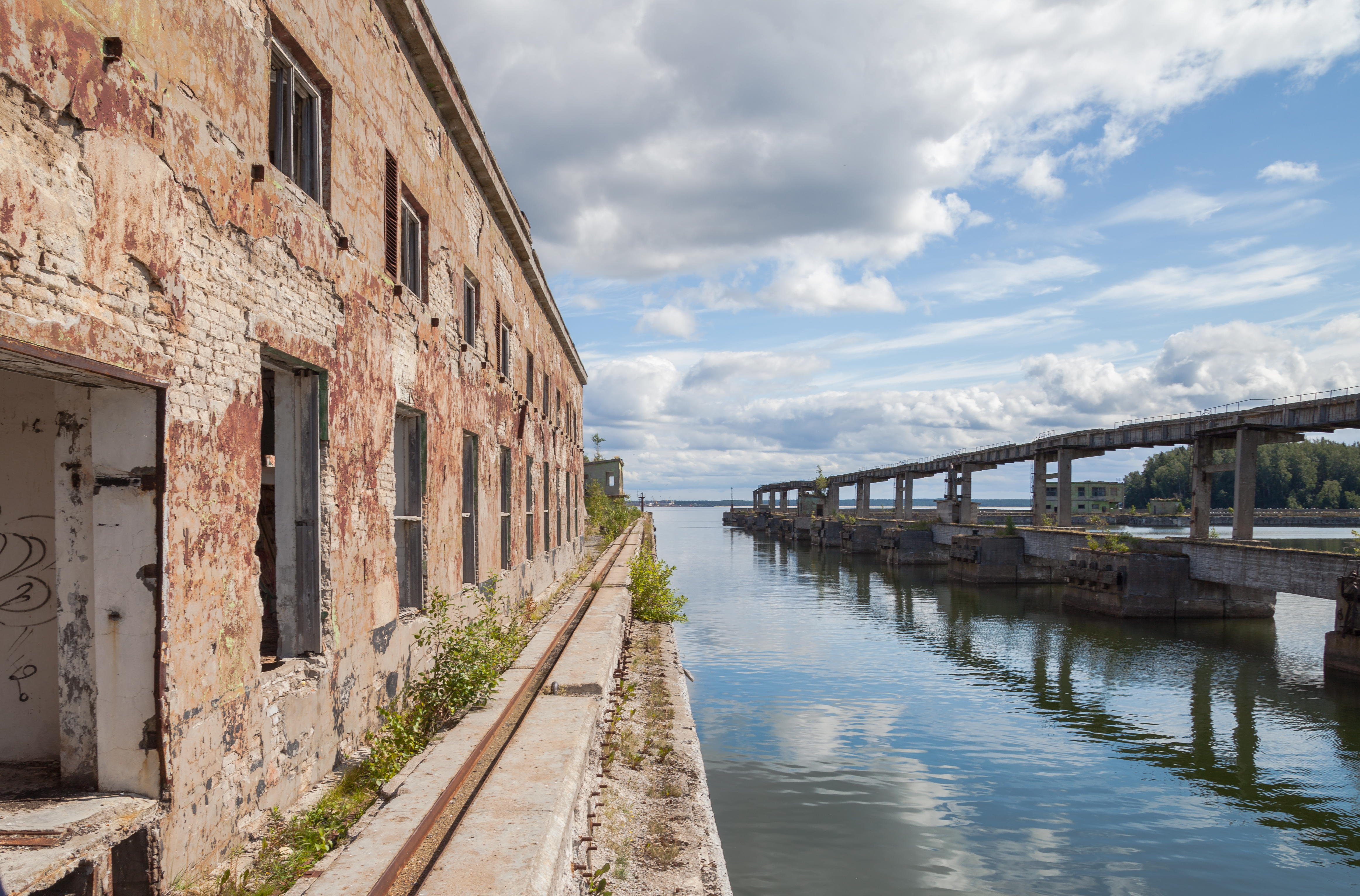
Бывшая советская база размагничивания подлодок
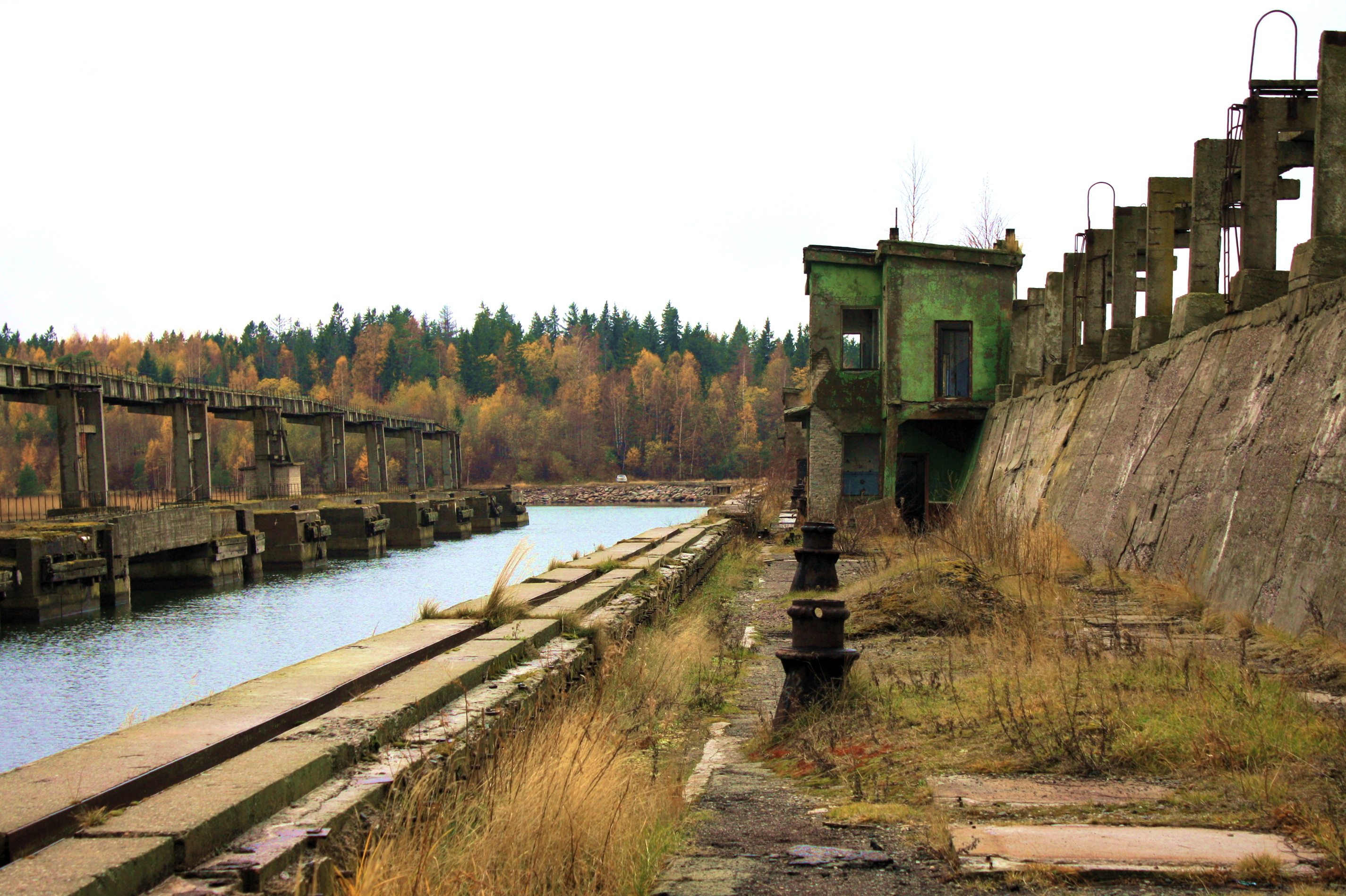
Развалины базы размагничивания подлодок
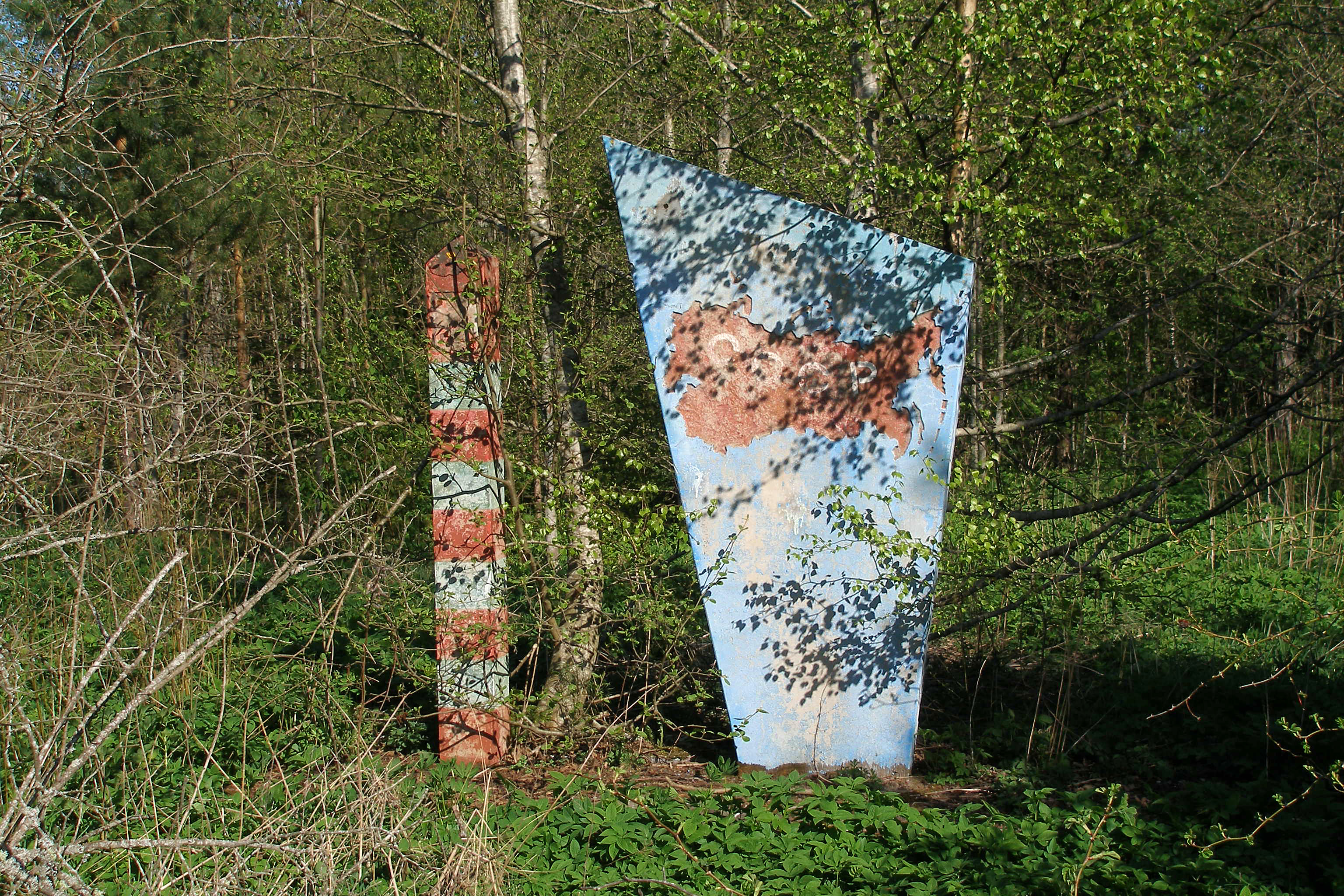
Советский пограничный знак в деревне Хара
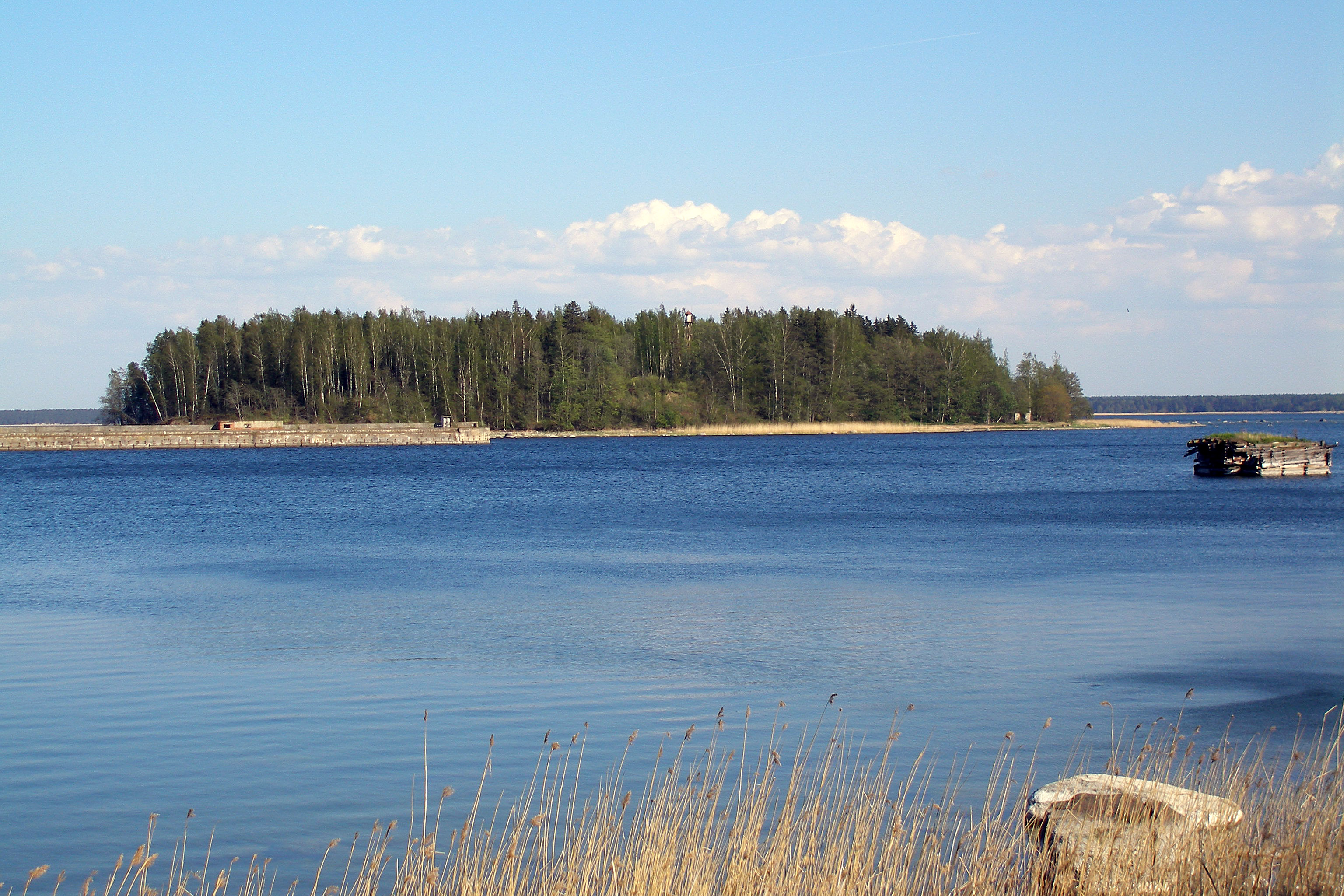
Остров Хара
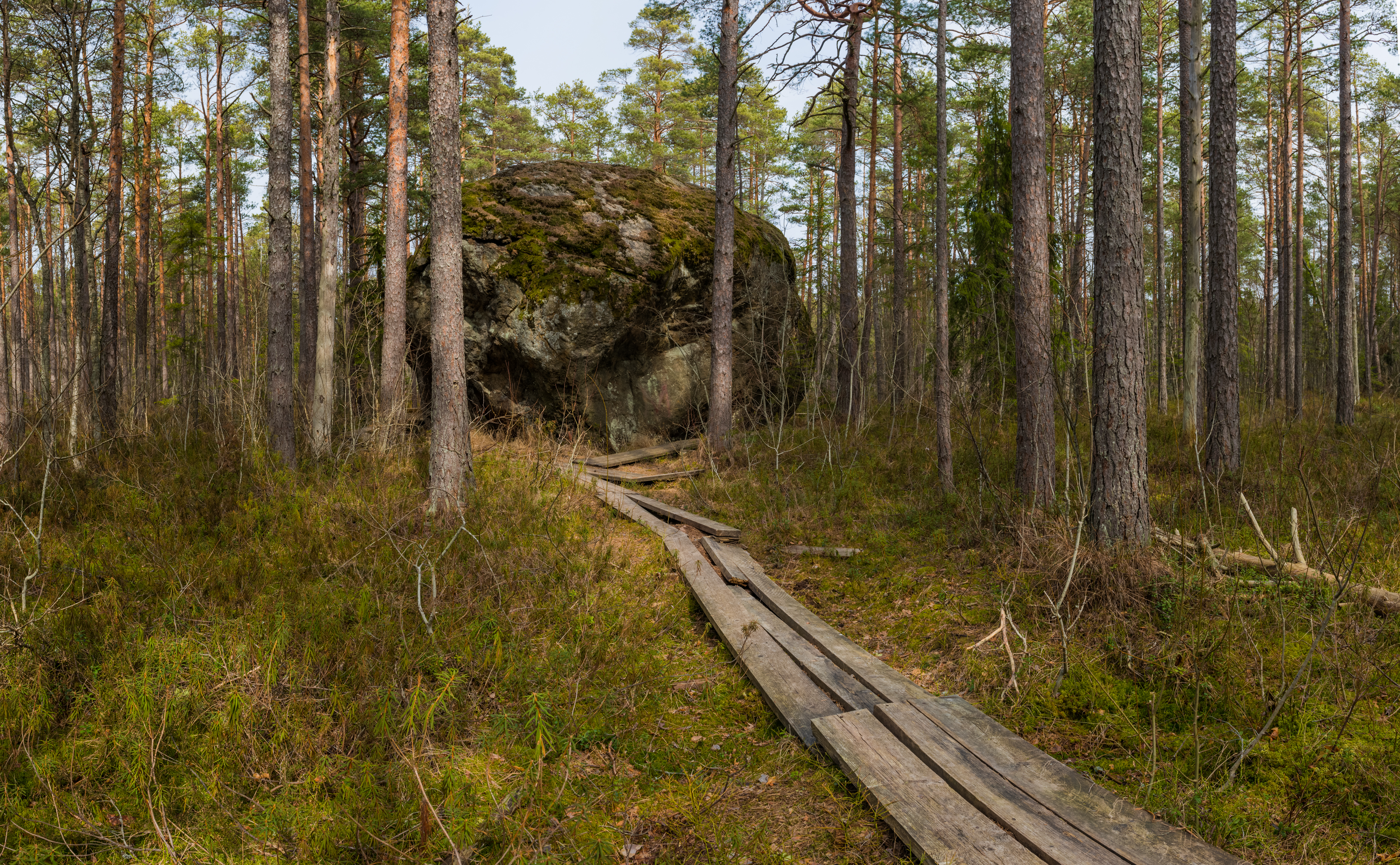
Валун Маякиви